# Мичково (Тверская область)
Мичково — деревня в Старицком районе Тверской области, входит в состав Степуринского сельского поселения.

## География
Деревня расположена на берегу речки Жуковица (приток Жидоховки) в 5 км на север от центра поселения деревни Степурино и в 27 км на юго-восток от райцентра города Старицы.

## История
В 1774 году в селе была построена каменная Борисоглебская церковь с 3 престолами.
В конце XIX — начале XX века село входило в состав Татарковской волости Старицкого уезда Тверской губернии. 
С 1929 года деревня входила в состав Степуринского сельсовета Старицкого района Ржевского округа Западной области, с 1935 года — в составе Калининской области, с 1994 года — в составе Степуринского сельского округа, с 2005 года — в составе Степуринского сельского поселения. 

## Население
| 1859 | 1886 | 2002 | 2010 |
| ---- | ---- | ---- | ---- |
| 648  | ↗721 | ↘19  | ↘11  |